# Cynorta calcarapicalis
Cynorta calcarapicalis is een hooiwagen uit de familie Cosmetidae.